# 스폰테니어스 컴버스천
《스폰테니어스 컴버스천》(영어: Spontaneous Combustion)은 미국에서 제작된 토비 후퍼 감독의 1990년 SF 공포 영화이다. 브래드 도리프 등이 출연하였다.

## 줄거리
1955년 미국 육군이 수소 폭탄 방사능 백신 실험을 수행 중인 네바다주 사막. 실험에 참여한 브라이언과 페기 벨 부부는 지하 강화 숙박 시설에 살며 방사능의 영향을 받지 않은 아기를 낳고, 실험은 성공한 것으로 여겨진다. 아기 샘이 태어난 날은 1955년 8월 6일로, 히로시마 원자 폭탄 투하 10주년이 되는 날이다.
샘이 태어난 지 얼마 되지 않아 페기와 브라이언은 의문의 자연 발화(spontaneous combustion)로 사망하고, 샘을 키우게 된 실험 책임자 루는 샘을 데이비드로 개명한다. 35년 뒤 고등학교 교사로 살던 데이비드는 본인에게 염화(念火, pyrokinesis) 능력이 있다는 걸 알게 된다. 

## 출연진
- 브래드 도리프
- 신시아 베인
- 존 사이퍼
- 윌리엄 프린스
- 멀린다 딜런
- 데이 영
- 스테이시 에드워즈
- 브라이언 브리머
- 바버라 리리
- 존 랜디스